# Rotor Motive
Rotor Motive Limited (Eigenschreibweise RoToR Motive Limited) war ein britischer Hersteller von Automobilen.

## Unternehmensgeschichte
Graham Millar betrieb bereits seit 1982 den Rennstall Rotor Racing. 1998 begann er unter Rotor Motive in Glasgow mit der Produktion von Automobilen und Kits. Der Markenname lautete Rotor. 2001 endete die Produktion. Insgesamt entstanden zwei Exemplare.

## Fahrzeuge
Das einzige Modell war der Rotor JT 7 (Eigenschreibweise RoToR JT 7). Dies war ein Fahrzeug im Stil des Lotus Seven. Die offene Karosserie bot Platz für zwei Personen. Ein Motor von Ford mit 2000 cm³ Hubraum war in Mittelmotorbauweise hinter den Sitzen montiert. Für das sehr leichte Fahrzeug war eine Beschleunigung von 0 auf 60 Meilen (etwa 96 km/h) von 4 Sekunden angegeben. Eines der beiden Fahrzeuge wurde als Rennwagen eingesetzt. Das andere kaufte J. Kyle und ließ es mit dem britischen Kennzeichen R 8 TOR zu.